# Clavipalpula aurariae
Clavipalpula aurariae là một loài bướm đêm trong họ Noctuidae.

## Hình ảnh

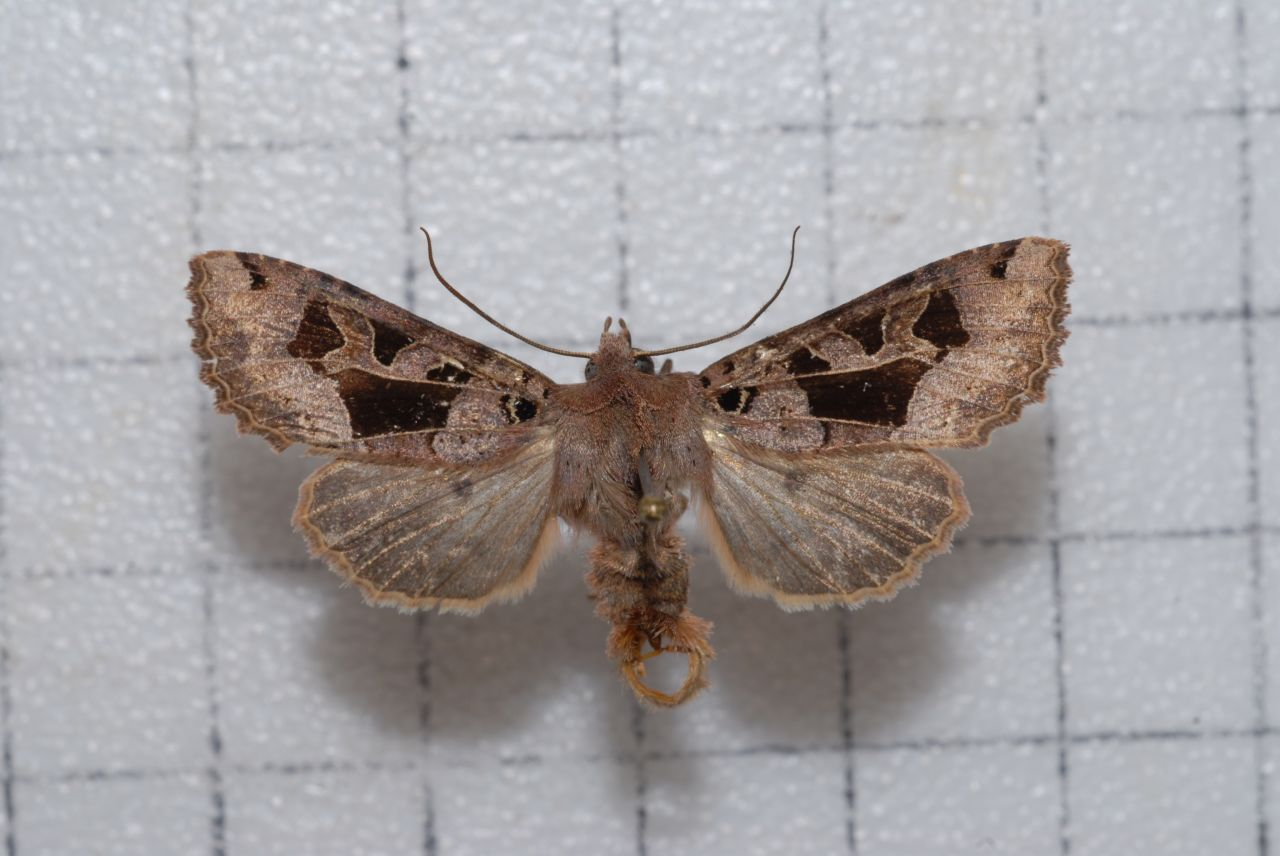
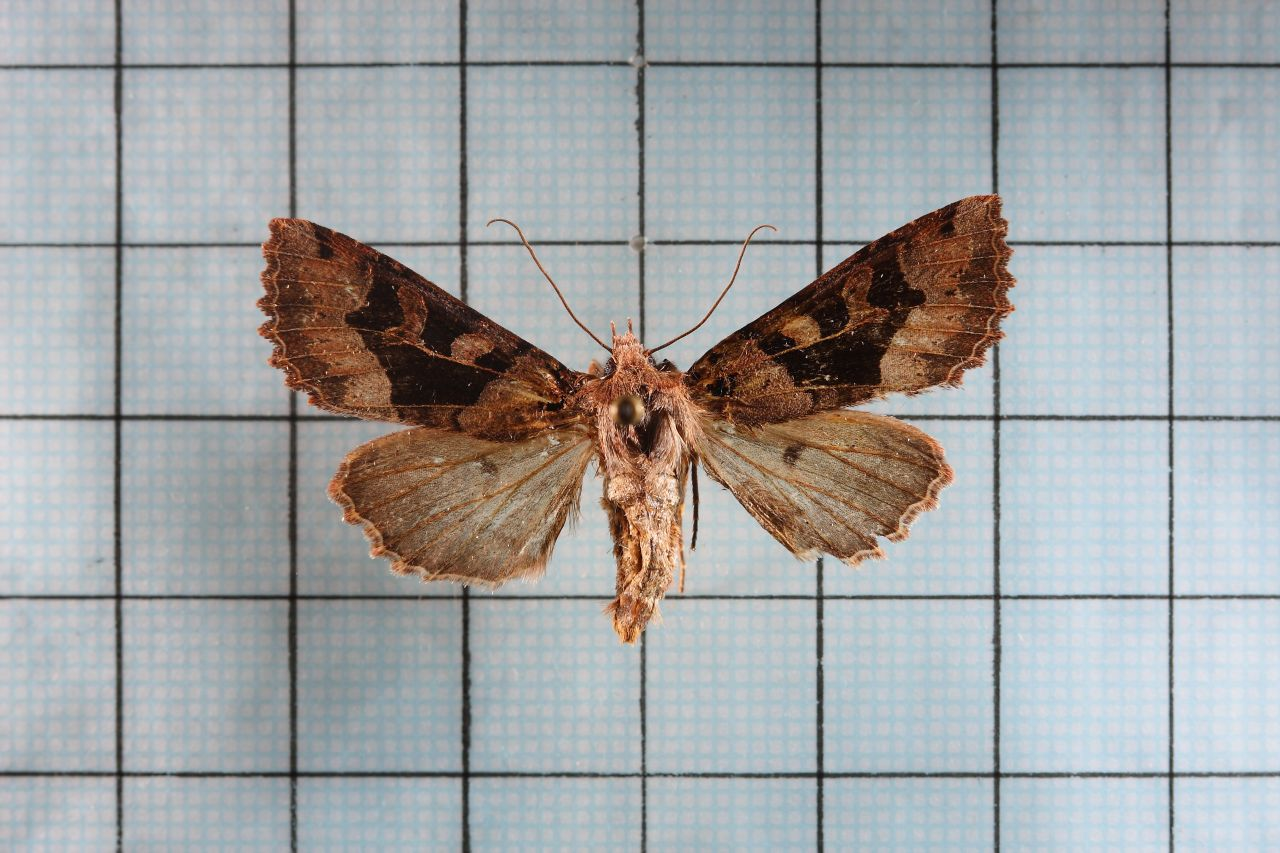
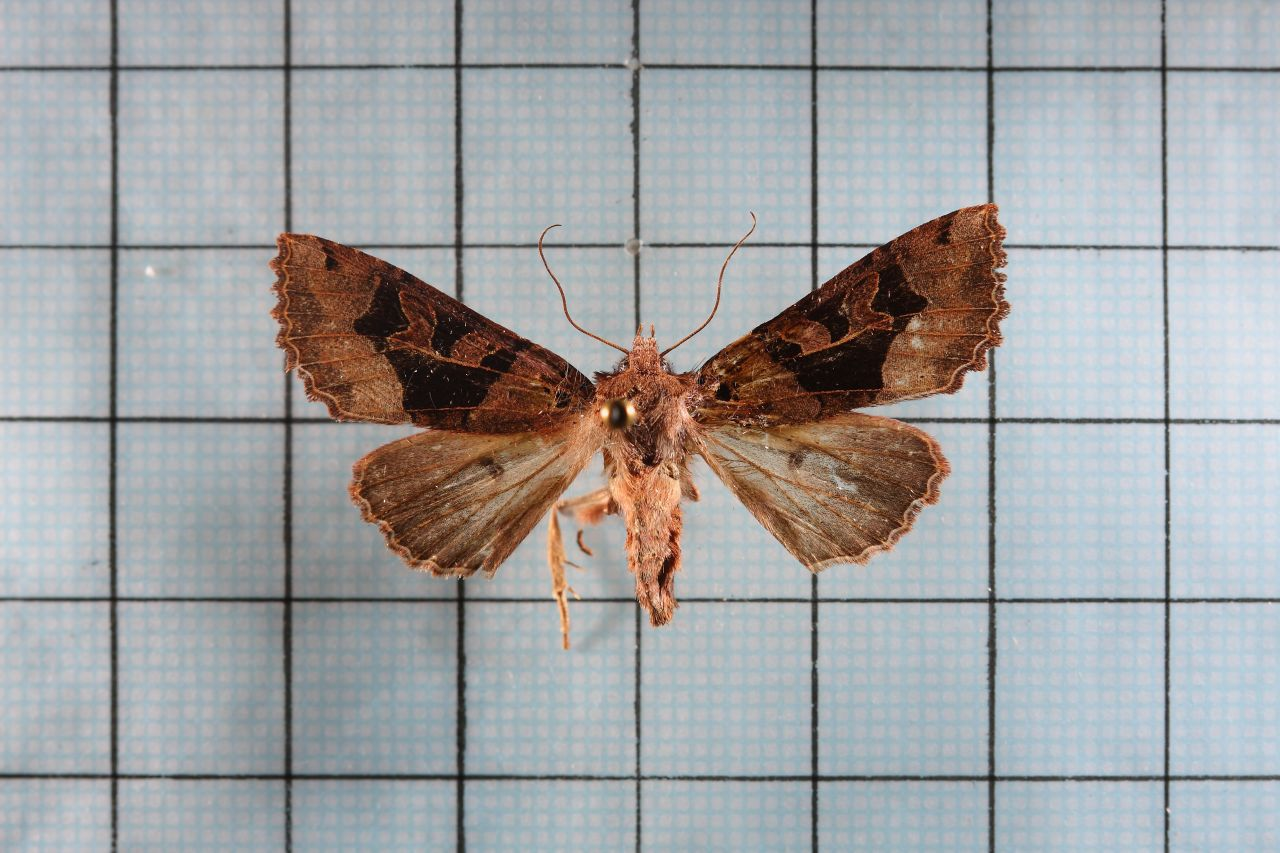
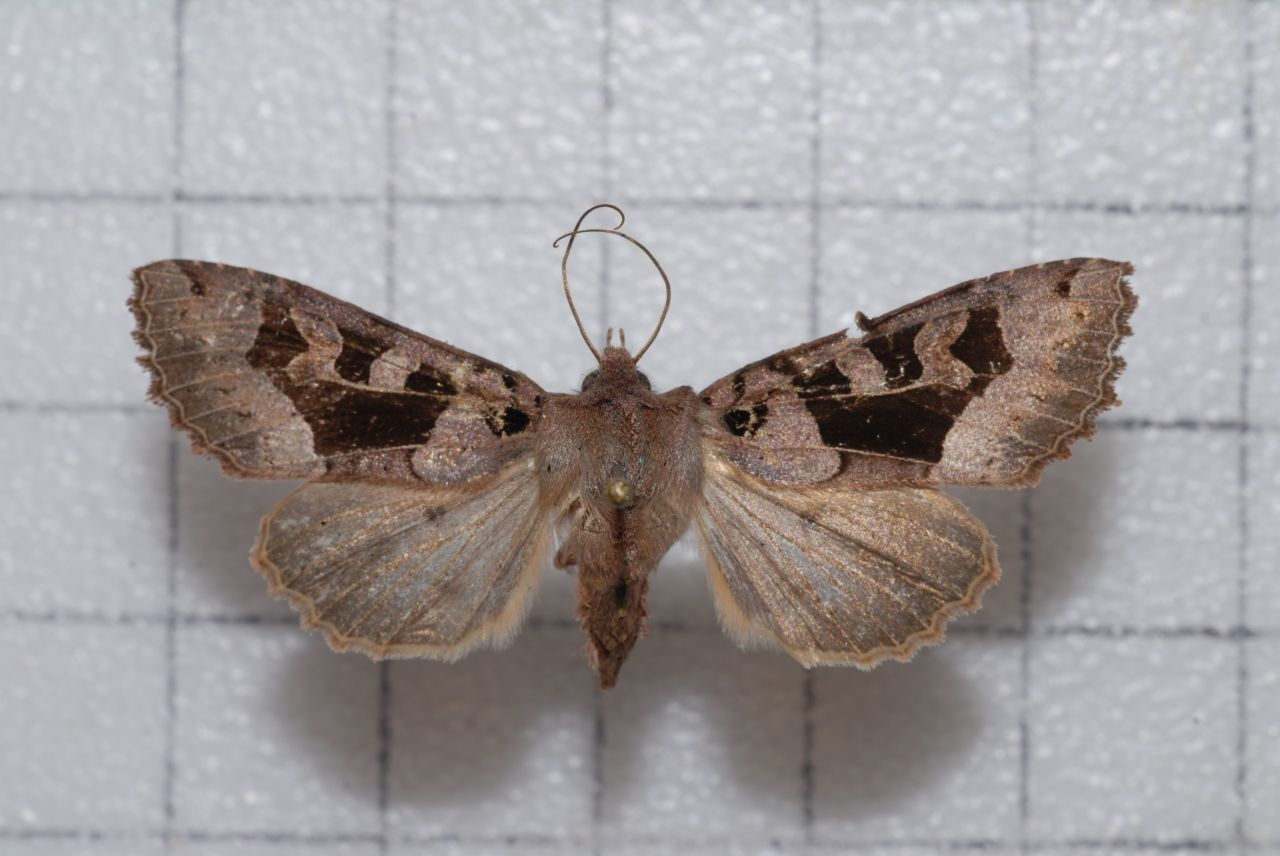